# ზ
Zeni (asomtavruli Ⴆ, nuskuri ⴆ, mkhedruli ზ, mtavruli Ზ) là chữ cái thứ 7 trong bảng chữ cái Gruzia.
Trong hệ thống chữ số Gruzia, ზ có giá trị là 7.
ზ thường đại diện cho âm xát răng hữu thanh Lỗi Lua trong Mô_đun:IPA tại dòng 52: invalid option '%T' to 'format'., giống như cách phát âm của ⟨z⟩ trong "zebra".

## Chữ cái
| asomtavruli | nuskuri | mkhedruli |
| ----------- | ------- | --------- |
|             |         |           |

## Mã hóa máy tính
| asomtavruli | nuskuri | mkhedruli |
| ----------- | ------- | --------- |
| U+10A6      | U+2D06  | U+10D6    |

## Chữ nổi
| mkhedruli |
| --------- |
|           |